# لوكاس رامون
لوكاس رامون هو لاعب كرة قدم برازيلي في مركز الدفاع، ولد في 7 مارس 1994 في مونتيس كلاروس في البرازيل. لعب مع غريميو بورتو أليغرينزي وغريميو نوفوريزونتينو.

## وصلات خارجية
- لوكاس رامون على موقع قاعدة بيانات كرة القدم.إي يو (الإنجليزية)
- لوكاس رامون على موقع Soccerway.com (الإنجليزية)